# Erminio Valenti
Erminio Valenti (Trevi, 24 dicembre 1564 – Trevi, 22 agosto 1618) è stato un cardinale e vescovo cattolico italiano.

## Biografia
Nacque nel 1564 in una nobile famiglia di Trevi, da Attilio e Lavinia Greggi.
Fu protonotario apostolico.
Papa Clemente VIII lo elevò al rango di cardinale nel concistoro del 9 giugno 1604.
Il cardinal Valenti partecipò ai due conclavi del 1605, per le elezioni, rispettivamente, di Leone XI e di Paolo V.
Morì il 22 agosto 1618. Il suo monumento funebre è collocato nel santuario della Madonna delle Lacrime, a Trevi.

## Genealogia episcopale
La genealogia episcopale è:
- Cardinale Guillaume d'Estouteville, O.S.B.Clun.
- Papa Sisto IV
- Papa Giulio II
- Cardinale Raffaele Sansone Riario
- Papa Leone X
- Papa Paolo III
- Cardinale Francesco Pisani
- Cardinale Alfonso Gesualdo di Conza
- Papa Clemente VIII
- Cardinale Pietro Aldobrandini
- Cardinale Erminio Valenti